# St. Maria Königin des Heiligen Rosenkranzes

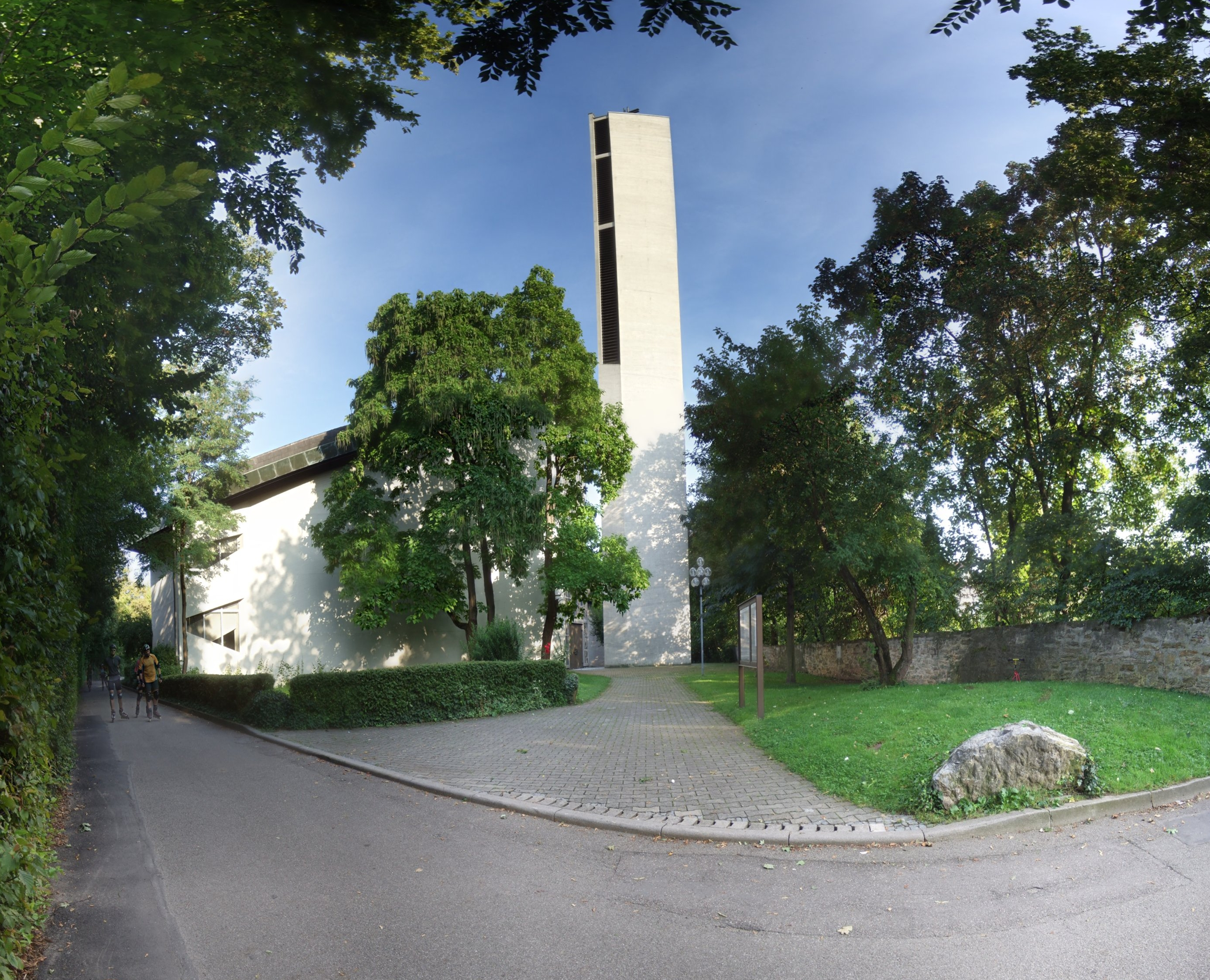
St. Maria (Ditzingen)

St. Maria Königin des Heiligen Rosenkranzes ist der Weihename der römisch-katholischen Kirche in Ditzingen.

## Vorgeschichte und Baubeginn
Schon im frühen 8. Jahrhundert wurde in Ditzingen eine erste Lambertuskirche erbaut. Sie war der Vorgängerbau der heutigen Speyrer Kirche auf dem städtischen Friedhof. Im 12. Jahrhundert kam eine zweite Kirche, eine Marienkirche, hinzu. Nachdem es im 13. Jahrhundert an der Glems, dem Grenzfluss zwischen Franken und Alemannen, zu Streitigkeiten zwischen den beiden Bistümern Konstanz und Speyer gekommen war, bestand Ditzingen fortan aus zwei katholischen Pfarreien.
Die zweite Kirche wurde 1477 durch die heute noch bestehende Konstanzer Kirche ersetzt, und nur wenige Jahre später entstand auch die heutige Speyrer Kirche. Mit dem Einzug der Reformation in Württemberg Mitte des 16. Jahrhunderts wurden beide Kirchen evangelisch. Erst nach dem Ende Zweiten Weltkriegs, als viele Heimatvertriebene aus dem Osten in den Großraum Stuttgart kamen, bildete sich wieder eine katholische Kirchengemeinde. 1946 wurde wieder ein katholischer Priester nach Ditzingen entsandt. Als provisorischer Gottesdienstort diente dabei die Speyrer Kirche, die jedoch bald zu klein wurde.

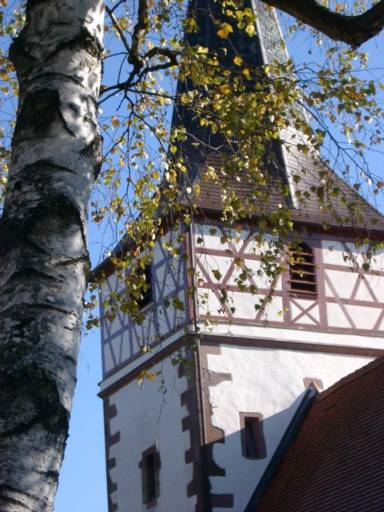
Speyrer Kirche (Ditzingen)

Auf Wunsch des damaligen Seelsorgers Leo NebI, der bis 1960 Kurat in Ditzingen war, sollte die neue Kirche der Rosenkranzkönigin geweiht werden, denn die meisten seiner Gemeindemitglieder waren wie er Heimatvertriebene, Flüchtlinge und Heimatlose, die während oder nach dem Krieg oft großes Leid ertragen mussten. Viele von ihnen haben in dieser schweren Zeit durch das Beten des Rosenkranzes Trost, Stärke und Hoffnung erfahren. Daran sollte der Name der neuen Kirche erinnern.
Nach dem ersten Spatenstich am 27. Mai 1962 begannen nach Plänen des Stuttgarter Architekten Franz Brümmendorf die Bauarbeiten für den Neubau der katholischen Kirche St. Maria, Königin des heiligen Rosenkranzes auf bis dahin brachliegendem, sumpfigem Gelände hinter dem Ditzinger Schloss.
Im Jahr 1963 wurde die katholische Gottesdienststation Ditzingen von der zuständigen Muttergemeinde Stuttgart-Zuffenhausen abgetrennt und zur eigenen Pfarrei erhoben.
Am 16. Mai 1965 weihte der damalige Bischof von Rottenburg Carl Joseph Leiprecht die neue Kirche und schloss damit die fast 500-jährige Lücke in der katholischen Ditzinger Kirchengeschichte.
Die Bauzeit dieser Kirche ist höchst interessant, weil sich am 11. Oktober 1962, also wenige Wochen nach dem Baubeginn, in Rom die katholischen Bischöfe zum Zweiten Vatikanischen Konzil versammelten. Vor allem im Bereich der Liturgie sollte dieses Konzil große Veränderungen mit sich bringen, wie zum Beispiel die Einführung der Volkssprache oder die zum Volk hin gewendete Feier der Messe. Noch bevor am 4. Dezember 1963 diese Neuerungen beschlossen wurden, begann in Ditzingen schon ihre architektonische Umsetzung.
Diese Kirche ist damit eine der ersten in Deutschland, die nach dem Liturgieverständnis des Zweiten Vatikanischen Konzils konzipiert und gebaut wurde. Sie wurde deshalb 1998 vom Landesdenkmalamt Baden-Württemberg in die Liste der schutzwürdigen Kulturdenkmäler aufgenommen.

## Grundgedanken der Architektur
Inspiriert durch die Le-Corbusier-Kirche in Ronchamps bei Belfort entwarf Architekt Franz Brümmendorf eine stützenfreie Hallenkirche mit liturgischer Raumsymbolik. Das Grundprinzip der architektonischen Gestaltung der Kirche ist die Annahme, dass nur einfache Formen zeitlos sind, da sie nicht dem Zeitgeschmack unterworfen sind. Deshalb besteht die Kirche ausnahmslos aus großzügigen und einfachen Formen, die den Betrachter zunächst über ihre Monumentalität und majestätische Eleganz gefangen nehmen. Andererseits lassen sie, da sie nicht sofort „ins Herz“ gehen, Raum für subjektive Empfindungen. Der Raum erschließt sich nicht, sondern muss vom Betrachter aktiv erschlossen werden.

## Kirchenraum

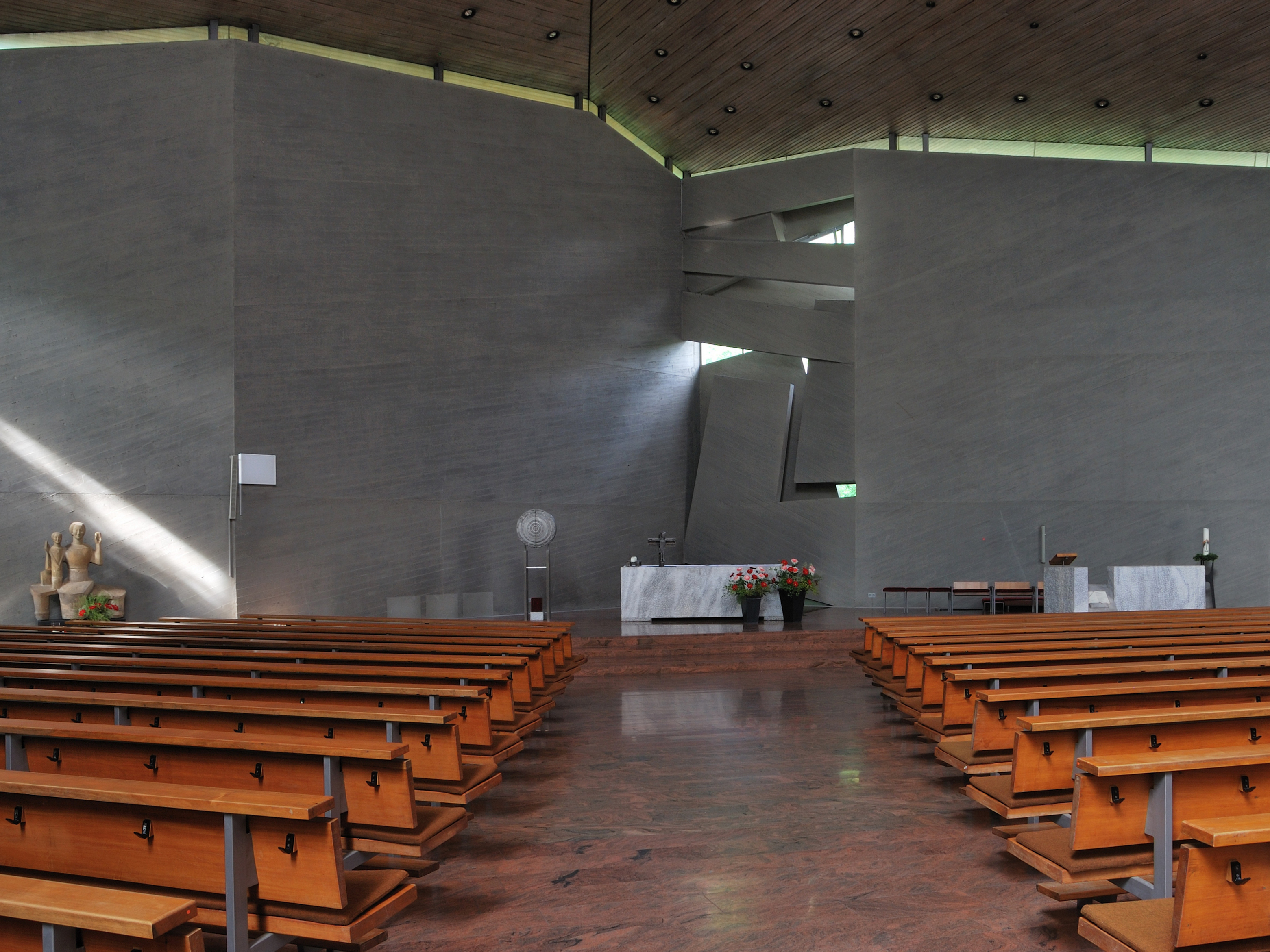
Innenraum, Blick auf den Altar

Beim Eintritt in die Kirche öffnet sich dem Betrachter zunächst ein sehr hoher und weiter Kirchenraum ohne geometrische Grundform. Die lichte Höhe beträgt hinten 18 m und über dem Altar 14 m. Im Sinne des neuen Liturgieverständnisses sollten Priester und Gemeinde zu einer organischen Einheit miteinander verschmelzen. Von dieser Vorstellung ausgehend ist es verständlich, dass sich die Raumbegrenzung frei bewegt, d. h. die großflächigen Wände legen sich wie Tangenten um den Körper aus liturgischem Bereich und betender Gemeinde. Außerdem besticht der Raum durch den polierten Fußboden aus indischem rotem Multicolor-Granit.
Die Gestaltung der Fenster in der Ostwand hinter dem Altar und der Seitenwand bei der Marienstatue zeigt ein „brüchig werden“ der starren Wände im Sinne einer Aufhebung von innen und außen. Hier bricht hartes helles Gegenlicht in den Innenraum, während das große bunte Glasfenster hinten das Schiff geradezu mit Farben überflutet.
Im Gegensatz zum starren, rechtwinkligen Kirchenbau der 50er Jahre verzichtet dieser Raum auf eine Symmetrieachse, ohne deshalb den Altar als Zentrum aus dem Blick zu verlieren. Die, im Vergleich zur Länge des Baus, erhebliche Breite des Kirchenschiffes und das Fehlen einer Mittelachse erlauben eine großzügige und sinnvolle Gruppierung der liturgischen Orte, die der jeweiligen Bedeutung besser gerecht wird.
In seiner Gesamtkonzeption greift der Grundriss der Kirche das alte christliche Symbol des Fisches auf. Der Altarraum bildet den Kopf, der Altar das Auge und die Altarstufen die „Kiemen“. Der Mittelgang symbolisiert das Rückgrat, die Bänke die Gräten. Die Schwanzflosse ist angedeutet durch den dreieckigen Grundriss des Turmes.
So strahlt der ganze Raum das altchristliche Bekenntnis ICHTHYS = JESOUS CHRISTOS THEOU YIÓS SOTÉR: „Jesus Christus Sohn Gottes Erlöser“ aus.

## Innenausstattung
Die Kirche ist gleichmäßig hell und in den verwendeten Materialien und der Farbgebung einheitlich. Die schmucklosen Wände dominieren den ersten Blick, und lenken doch die Aufmerksamkeit auf den massiven, drei Meter langen Hauptaltar aus weißem Rauchkristall, der den Hauptakzent im Altarraum setzt. Der Altar enthält die Reliquien der beiden Märtyrer Clarus und Bonosa. Der Stein stammt aus Villach in Österreich aus einem mittlerweile erschöpften Steinbruch und ist im süddeutschen Raum in seiner Verwendung einmalig.
Die Antwort auf den Altar sind der großzügig gestaltete Ambo rechts als Ort der Verkündigung und der prägnante Tabernakel links. Alle drei Stücke stammen von Gottfried Gruner.
Der Ambo ist mit seinem trapezförmigen Zuschnitt unter dem Lesepult richtungsbetont auf die Gemeinde hin. Die glatte Fläche mit dem Buch ist ein Darbietungsmotiv, während die restliche Balustrade einen kanzelartigen Raum für weitere Sprecher bietet.
Der Tabernakel besteht aus poliertem Edelstahl. Die Front ist aus Aluminium. Die einzige Rundform in der ganzen Kirche verweist auf die Eigenständigkeit des Ortes. Innen besticht der Tabernakel durch ein flammendes Rot, das beim Öffnen der Frontplatten wie Licht dem Betrachter entgegenstrahlt. Die strukturierte Oberfläche der Frontplatten symbolisiert einerseits einen Ährenkranz, der sich zu einer großen Brotkrume vereint, sowie auch die Ordnung des Kosmos, die sich aus Planeten und Sphären zusammensetzt.

## Fenster
Das rund 500 m2 große Hauptfenster aus Betonglas des Künstlers Lothar Quinte an der Rückfront zeigt ein abstrakt gehaltenes Lichtmotiv. Zwischen zwei eher dunkel gehaltenen Teilen in leuchtenden Rottönen bricht eine helle, fast weiße Fläche hindurch. Fast scheint es, als zeige sich die Erschaffung des Lichts an sich, denn auf der linken Seite über den flammend roten Steinen schwebt im Anklang an Gen 1,1  in Gestalt einer Taube der Heilige Geist.
Im Gegensatz zu den starren Senkrechten der Stahlträger zielt dieses Licht schräg nach oben und überwindet in seiner Dynamik die Statik der Träger. Der Betrachter, der zunächst still und in sich gekehrt mit der kühlen Schlichtheit der Wände konfrontiert war, erhält dadurch beim Verlassen der Kirche eine strahlende Offenbarung, die ihn wieder aus der Kirche hinausgeleitet.
Insgesamt zeigt das Fenster eine Kreisform, die in deutlichem Kontrast zu der Starrheit der Stahlträger steht. Der Kreis als natürliche Form setzt damit einen Gegenakzent zu den technischen Formen der Architektur. Indem das Fenster gewissermaßen in Fetzen ausläuft, wird es mit den glatten Wänden verzahnt.
Das zweite Glasfenster an der Südwand hat einen ganz anderen Charakter. Ruhig und zurückhaltend in der Farbgebung strahlt es eine viel tiefere Vergeistigung aus als das dynamische Hauptfenster. In seiner abstrakten, in sich ruhenden Gestaltung lässt es weiten Raum für ein betrachtendes Moment. Dadurch erhält dieses Fenster auch seine eigene Bedeutung, durch die es sich gegen das viel größere Südwestfenster behaupten kann.

## Madonna
Auch die Madonna von Gottfried Gruner führt den Grundgedanken der Kirche von Einfachheit und Großzügigkeit in Form und Farbe fort. Hier wird nicht das Marienbild einer Zeit präsentiert, sondern die Figur transzendiert Maria in eine Ewigkeit und Zeitlosigkeit, und macht sie dadurch zur Urmutter und zum Urbild der Frau an sich.
Die Figur besteht aus Schamotte-Ton, einem der härtesten organischen Materialien überhaupt, und ist damit im Gegensatz zu Beton und Stein der einzige warme, erdfarbene Ton in der Kirche. Die einzelnen Teile sind zusammengefügt, so dass sich aus den Brenn- und Arbeitsspuren eine bewegte Oberfläche ergibt, die ein Wechselspiel der Farben erzeugt.
Maria bietet das Kind dar, sie hält es mit ihrem Arm wie in einem schützenden Bereich, und doch existieren beide Figuren gleichberechtigt nebeneinander, ohne dass die eine die andere erdrücken würde.
Durch den schrägen Sockel wird die fast lebensgroße Figur geradezu in die Gemeinde hineingetragen, sie bietet sich der Gemeinde an als Ort der Betrachtung und des Gebets.
Die übrigen sieben rautenförmigen Sockelsteine wurden von Prof. Gerlinde Beck entworfen und 1995 von Bildhauer Stefan Machmer aus Ditzingen aus afrikanischem Impala-Granit geschaffen. In Form und Material bilden sie den Übergang von der Wand zum Boden. Die Siebenzahl symbolisiert jeweils die sieben Freuden und Schmerzen Mariens.

## Altarkreuz
Das schwere Altarkreuz aus Aluminium ist ein Geschenk des Künstlers Gottfried Gruner zur Weihe der Kirche. Wie bei der Madonna ist der Gekreuzigte reduziert auf grobe, schlichte Formen unter Verzicht auf sämtliche Attribute.
Der Korpus greift die Haltung romanischer Kreuze wieder auf, bei der der Gekreuzigte am Kreuz thront. Nicht Schmerz und Tod stehen im Vordergrund, sondern die siegreiche Überwindung des Todes.
Durch die waagrechte Schichtung des Querbalkens erhält die Massivität der Senkrechten, die durch den großen Korpus noch betont wird, wieder eine fast schwebende Leichtigkeit.

## Kreuzweg
Der Kreuzweg von Arthur Aser aus dem Jahr 1990 steht im deutlichen Kontrast zur strengen Statik des Kirchenraums. Das Holzfries aus fünf Tafeln windet sich in unberechenbaren Formen als Wegmotiv hinauf zur 15. Station, der Auferstehung. Die einzelnen Stationen sind aus Ahornholz gearbeitet und der Fries selbst ist aus Buchenholz, so dass der Kreuzweg in der Farbgebung auf die Kirche abgestimmt ist. Die Figuren haben eine einfache, aber kraftvolle Formsprache. Sie sind ohne Effekte, aber klar in der Aussage und voller Bewegung.
Die Erhöhung Jesu am Kreuz überragt alle bisherigen Szenen und ist gleichzeitig angebracht an der Fuge zwischen den letzten beiden Tafeln, dem Sinnbild für den zerrissenen Vorhang im Tempel.
Vom Gekreuzigten geht die Bewegung wieder abwärts zur Pietä, zur Schmerzensmutter, und dann zur Grablegung. Liebevoll umfangen ruht der Gekreuzigte erst auf dem Schoß seiner Mutter und dann eingeschnürt im Grab. Aber diese Grabesruhe birgt schon die Kraft des keimenden Samenkorns in sich. Der Fries endet in einem Mandorla, einem Oval, das das altchristliche Symbol des neuen Lebens ist.

## Taufstein
Die große Breite der Kirche erlaubt eine großzügige Anordnung der liturgischen Orte. So erhält auch der Taufstein, der nicht Zentrum, sondern Ausgangspunkt des kirchlichen Lebens ist, einen eigenen akzentuierten Ort.
Der Stein selbst strahlt die gleiche schlichte Eleganz aus wie der Altar und der Ambo und verdeutlicht damit auch den inneren Zusammenhang. Dieser Taufstein ist einer der letzten Steine aus dem erschöpften Steinbruch in Villach und wurde 1989 von Bildhauer Erwin Schubert aus Ditzingen gestiftet.

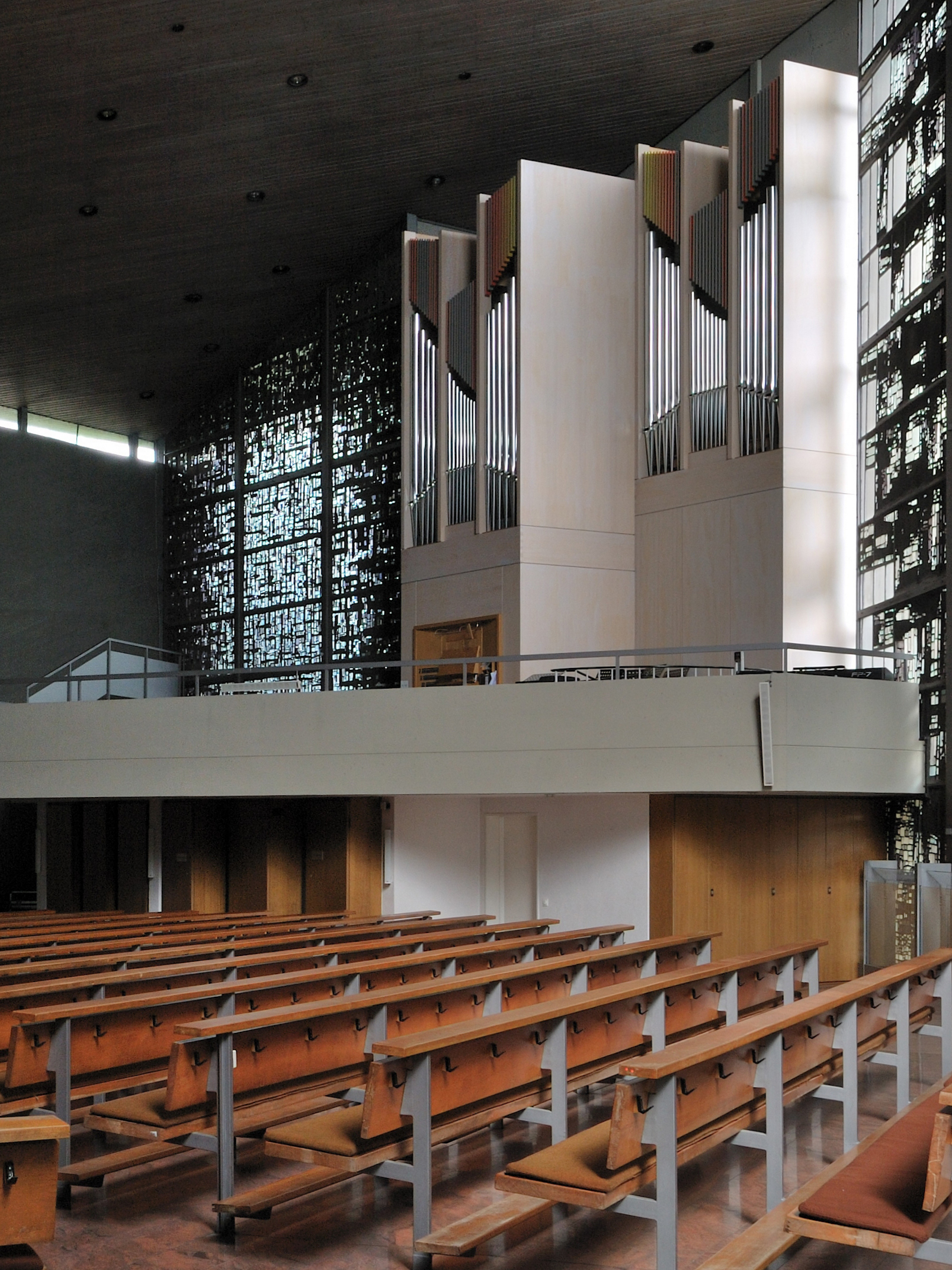
Die Orgel

In seiner konischen Form strebt er nach oben und öffnet sich schließlich im eigentlichen Taufbecken. Dabei geht das ursprüngliche Achteck in ein Quadrat über; mit den zwölf Ecken wird der Zusammenhang hergestellt zu den zwölf Apostelsteinen, die rings herum an den Wänden platziert sind. Das Achteck wirkt mit seinen Kanten und ungleichen Flächen unruhig und vielschichtig, bis es dann übergeht in die gleichseitigen Flächen des Quadrats und in der polierten Oberfläche des Taufbeckens seine Ruhe und Vollendung findet. 1995 wurden passend zum Taufstein die beiden Weihwasserbecken am Haupteingang ergänzt, allerdings nun aus Bethel-White-Granit.

## Orgel
Die ursprünglich als Provisorium gedachte Kleinorgel der Firma Köberle aus Schwäbisch Gmünd aus dem Jahr 1966 wurde im Mai 2002 durch eine dem Kirchenraum angepasste Orgel der Giengener Orgelmanufaktur Gebr. Link   (Giengen an der Brenz) ersetzt. Sie hat einen Umfang von 32 Registern auf zwei Manualen und Pedal.

## Glocken und Glockenturm

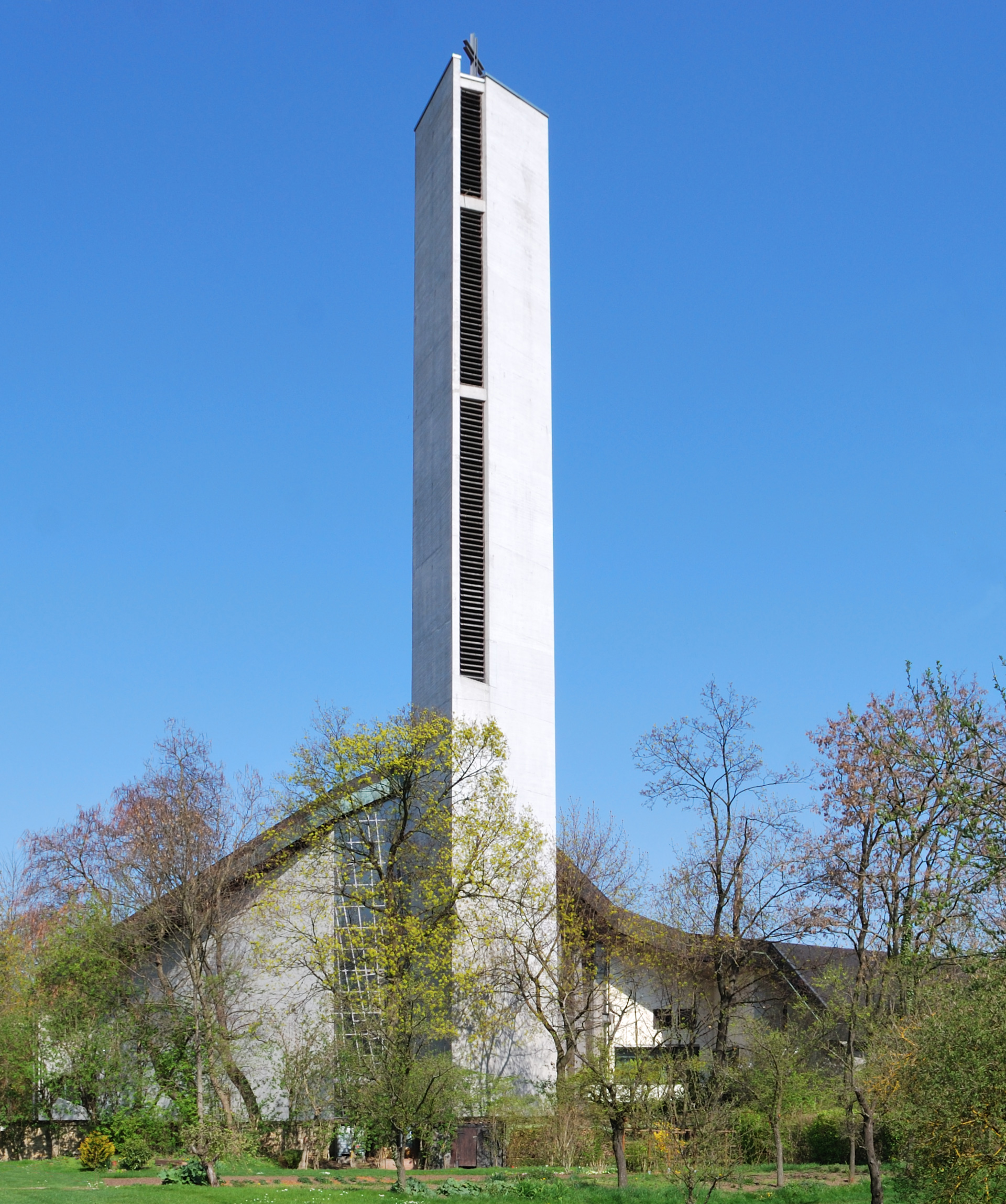
Der Kirchturm

Noch vor dem Kirchengebäude an sich wurde 1962 auf 48 Betonpfählen der 48 m hohe, freistehende Glockenturm errichtet. Die beiden Glockenstühle befinden sich auf zwei Ebenen, so dass heute die größte Glocke separat unter den drei anderen hängt.
Die Kirche besitzt ein vierstimmiges Geläut der Firma Bachert aus Bad Friedrichshall aus dem Jahr 1965, das von der bürgerlichen Gemeinde Ditzingen gestiftet wurde. Die tiefste Glocke hat einen Nachhall von fünf Minuten, ein Wert, der bis dahin noch von keiner Glocke dieser Firma erreicht wurde.
Die einzelnen Glocken sind:
1. Lambertus-Glocke (1950 kg, f’)
2. Martinus-Glocke (950 kg, as'; Angelusglocke)
3. Nikolaus-von-Flüe-Glocke (560 kg, b')
4. Michaels-Glocke (400 kg, des’’; Totenglocke)

## Die Kirche heute
St. Maria ist heute Kirche der Katholischen Kirchengemeinde Ditzingen. Im Verbund mit St. Peter und Paul sowie St. Andreas, Gerlingen und Heiligste Dreifaltigkeit, Hirschlanden bildet sie die Seelsorgeeinheit Südliches Strohgäu im Dekanat Ludwigsburg. Sie ist dem Bistum Rottenburg-Stuttgart zugeordnet.